# Automotrice Brissonneau et Lotz CP
L'automotrice Brissonneau et Lotz est un type d'automotrice thermique construite par Brissonneau et Lotz pour les Chemins de fer de Provence (CP) pour sa ligne de Toulon à Saint-Raphaël.

## Histoire
La ligne du littoral varois est la première que les CP décident de « diéséliser » conjointement avec le Conseil général du Var, qui lance un appel d'offres le 5 janvier 1934, et à la suite de la proposition de rames doubles composées d'une motrice et d'une remorque soumise par les établissements Brissonneau et Lotz de Creil, passent commande de dix unités le 16 février 1934.
Le constructeur fonde ce nouveau type dénommé « Var » sur son type « Morbihan » à une seule caisse, tout en dédoublant le groupe électrogène et en modernisant la carrosserie. Les essais commencent le 28 mars 1935 à la suite de la livraison de la première rame, et révèlent des performances supérieures au cahier des charges.
Huit rames assurent le service courant et deux la réserve, elles servent également sur le tramway Cogolin - Saint-Tropez. La croissance du trafic justifie la commande de quatre rames supplémentaires, nombre porté à six, par suite de la perte de deux rames dans un incendie accidentel, en novembre 1937. Les six nouvelles rames sont livrées entre le 11 mars et le 7 avril 1938. Certains trains peuvent alors être assurés par deux rames en couplage.
La Seconde Guerre mondiale interrompt la carrière de ce matériel réussi. Trois ans après la fermeture de la ligne du littoral Varois, il est vendu en Espagne du nord où il rendra du service pendant une trentaine d'années encore, sans modifications notables. Le type « Var » a connu une descendance sous la forme des modèles « Madagascar » (2 unités, 1938) et « Réunion » (2 unités, 1945).

## Caractéristiques

### Générales
Les automotrices ont une longueur totale de 24,16 m pour une tare de 32 t.

### Motorisation
La motrice est équipée de deux moteurs diesel Berliet de 135 ch, qui entraînent des génératrices Brissonneau et Lotz de 90 kW. Celles-ci alimentent les quatre moteurs de traction de 45 ch, soit un par essieu.

### Aménagement
La distribution intérieure est organisée ainsi : La motrice comporte à son extrémité un compartiment à bagages avec le poste de conduite. Suit le compartiment technique à peu près au milieu de la caisse : contrairement aux autres autorails de l'époque, le conducteur ne doit pas subir la proximité immédiate des moteurs pendant son travail. Vient ensuite un vestibule d'accès donnant sur un petit compartiment de 2e classe de seize places, avec quatre places de front en vis-à-vis. Une intercirculation relie ce compartiment à son homologue de la remorque de reversibilité, comportant quant à lui vingt-huit places assises et, près de son vestibule d'entrée, un WC. À son extrémité, la remorque comporte un compartiment de 1re classe de seize places, également avec quatre places de front en vis-à-vis, puis une exiguë cabine de conduite. Elles offrent en tout soixante places assises.
Bien que la motrice et la remorque disposent chacune de deux bogies, les deux éléments sont indissociables en service. Dans l'ensemble, il s'agit d'un matériel très confortable et en avance par rapport à son époque, permettant d'évincer la traction à vapeur du trafic de voyageurs sur la ligne de la côte d'Azur.